# Pouligny-Notre-Dame
Pouligny-Notre-Dame ist eine französische Gemeinde mit 641 Einwohnern (Stand: 1. Januar 2022) im Département Indre in der Region Centre-Val de Loire. Sie gehört zum Arrondissement La Châtre, zum Kanton La Châtre und zum Gemeindeverband Communauté de communes de la Châtre et Sainte Sévère. 

## Lage
Pouligny-Notre-Dame liegt etwa 43 Kilometer südsüdöstlich von Châteauroux. Die Indre markiert die nordöstliche Gemeindegrenze. Umgeben wird Pouligny-Notre-Dame von den Nachbargemeinden Pouligny-Saint-Martin im Norden, Sainte-Sévère-sur-Indre im Norden und Nordosten, Sazeray im Süden und Osten, Nouziers im Süden und Südwesten, Crevant im Westen sowie Chassignolles im Nordwesten.

## Bevölkerungsentwicklung
| Jahr                       | 1962 | 1968 | 1975 | 1982 | 1990 | 1999 | 2006 | 2018 |
| Einwohner                  | 883  | 773  | 698  | 664  | 661  | 605  | 635  | 694  |
| Quellen: Cassini und INSEE |      |      |      |      |      |      |      |      |

## Sehenswürdigkeiten

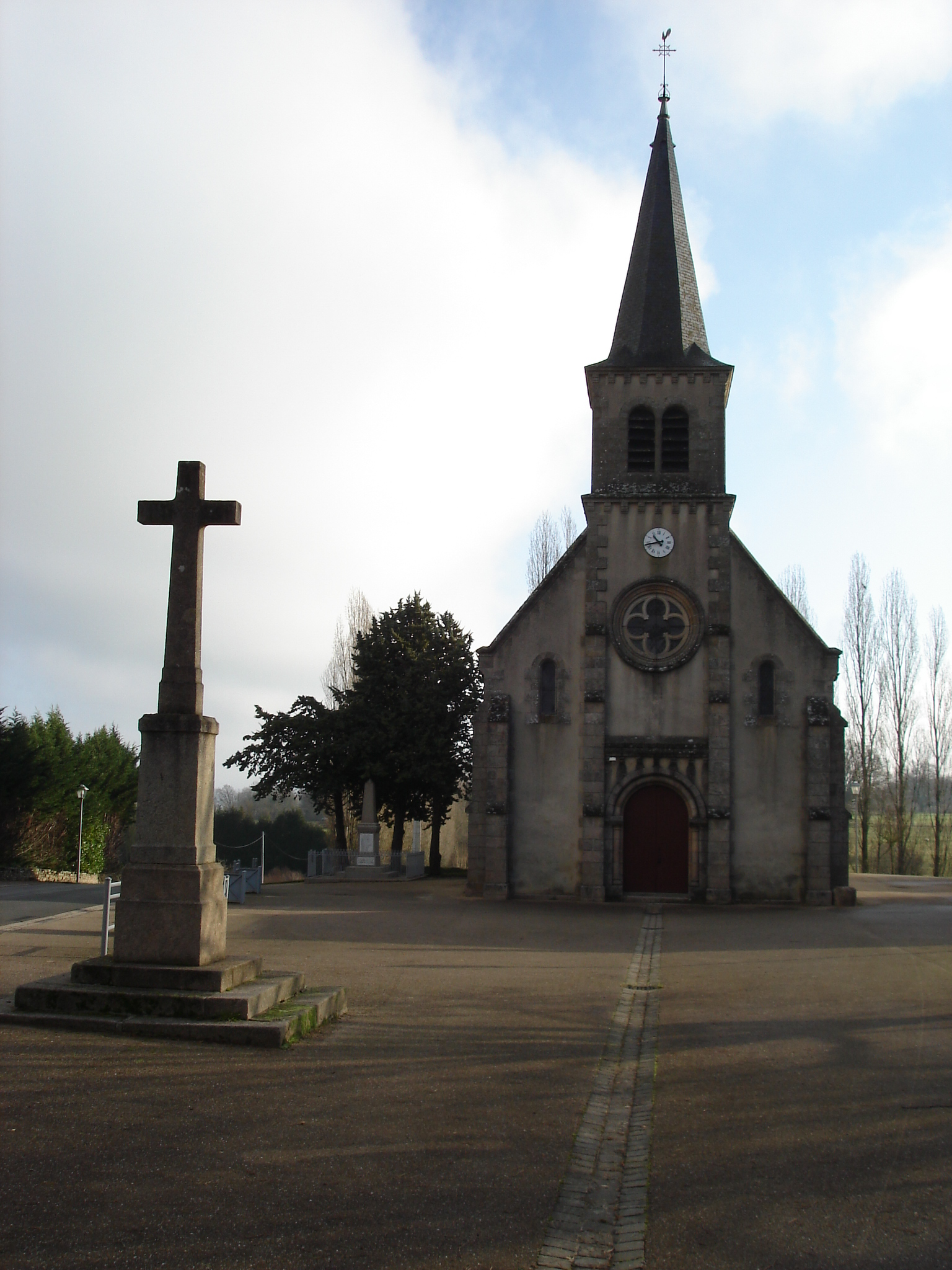
Kirche

- Kirche